# Pleasant Valley (Alaska)
Pleasant Valley ist ein Ort und ein census-designated place (CDP) im Fairbanks North Star Borough in Alaska in den Vereinigten Staaten. Das U.S. Census Bureau hatte bei der Volkszählung 2020 eine Einwohnerzahl von 606 ermittelt.

## Geographie
Pleasant Valley befindet sich im Alaska Interior knapp 40 km östlich von Fairbanks. Das CDP hat eine Längsausdehnung in WSW-ONO-Richtung von 13 km sowie eine maximale Breite von etwa 10 km. Das CDP-Gebiet erstreckt sich über eine Hügellandschaft ostnordöstlich von Fairbanks. Der Chena River verläuft entlang der südlichen CDP-Grenze nach Westen. Der „Jenny M Creek“ fließt entlang der westlichen CDP-Grenze nach Süden dem Chena River zu und trennt das CDP vom westlich benachbarten Two Rivers CDP. Pleasant Valley ist über die „Chena Hot Springs Road“, welche das Gebiet in Ost-West-Richtung durchquert an das restliche Straßennetz von Alaska angebunden.

## Geschichte
Pleasant Valley entstand in den 1980er Jahren, als ein Bevölkerungswachstum im Raum Fairbanks dazu führte, dass die Menschen mehr ins Umland zogen. 1990 erschien Two Rivers erstmals beim Zensus als ein census-designated place, damals mit 401 Einwohnern.

## Demografie
Zum Zeitpunkt der Volkszählung im Jahre 2020 (U.S. Census 2020) hatte Pleasant Valley 606 Einwohner auf einer Landfläche von 80,48 km². Von den Einwohnern waren 503 Weiße, 8 Afroamerikaner, 18 amerikanisch-indianischer Abstammung sowie 3 Asiaten. Beim Zensus 2000 gab es 623 Einwohner, beim Zensus 2010 waren es 725 Stück.